# Locked In (2010)
Locked In is een Amerikaanse thriller-dramafilm uit 2010, geregisseerd door Suri Krishnamma.

## Verhaal
De film vertelt het verhaal van een man die alles heeft wat iemand zou willen (geld, uiterlijk, succesvol werk, liefde) en besluit zijn leven volledig te veranderen en alles opzij te laten. Maar de werkelijk onverwachte wending in zijn leven vindt plaats wanneer zijn dochter een tragisch ongeluk krijgt en in coma raakt.

## Rolverdeling
| Acteur           | Personage         |
| ---------------- | ----------------- |
| Ben Barnes       | Josh Sawyer       |
| Sarah Roemer     | Emma Sawyer       |
| Eliza Dushku     | Renee             |
| Brenda Fricker   | Joan              |
| Johnny Whitworth | Nathan            |
| Clarke Peters    | Frank             |
| Peter Jason      | Super Ray         |
| Miquel Brown     | verpleegster Maya |

## Productie
De opnames vonden plaats op 8 juni 2009 tot en met 2 juli 2009 in Boston en New York.

## Release
De film ging in première op 17 september 2010 op het Boston Film Festival.

## Soundtrack
- "Driving Home for Christmas" – Chris Rea
- "Freak Your Body" – The Boobiz
- "Silent Night" – Zera Vaughn & Cyril Morin